# Jayne Houdyshell
Jayne Houdyshell est une actrice américaine née le 25 septembre 1953 à Topeka (États-Unis).

## Filmographie

### Cinéma
- 2002 : Dérapages incontrôlés : Mlle Tetley
- 2002 : Coup de foudre à Manhattan : Carmen
- 2004 : Garden State : Mme Lubin
- 2004 : King of the Corner : Louise
- 2005 : Trust the Man : la leader des sex addicts
- 2005 : Road : la directrice de la poste et de l’armurie
- 2006 : Things That Hang from Trees : Pam Dupont
- 2006 : The Immaculate Misconception : sœur Patricia
- 2009 : Everybody's Fine : Alice
- 2010 : Le Chasseur de primes : la propriétaire
- 2010 : Morning Glory : la metteur en scène
- 2014 : Romeo and Juliet : la nourrice
- 2014 : Lucky Stiff : la propriétaire de Harry
- 2017 : Downsizing : la mère de Paul
- 2018 : The Chaperone : sœur Dolores
- 2019 : Les Filles du docteur March : Hannah
- 2021 : The Humans de Stephen Karam : Deirdre Blake
- 2022 : Causeway de Lila Neugebaue : Sharon

### Télévision
- 1997-2000 : New York, police judiciaire : Madelyn Roberts, Marge Littletown et la contrmaître
- 1999 : New York 911 : Jane (1 épisode)
- 2002-2017 : New York, unité spéciale : Juge Ruth Linden (10 épisodes)
- 2005 : New York, section criminelle : Ruth Pear (1 épisode)
- 2006 : Conviction : Juge Roberta Palski (2 épisodes)
- 2009 : L'Amour plus fort que la raison : Mme Finkelman
- 2009 : Haine et Passion : Juge Burslem (1 épisode)
- 2010 : Running Wilde : Gertie Stellvertretter (1 épisode)
- 2014 : Blue Bloods : Roseanne Galecki (1 épisode)
- 2015 : Elementary : Carla (1 épisode)
- 2015 : American Odyssey : Rose Offer (8 épisodes)
- 2015 : Neon Joe, Werewolf Hunter : Jane Cotton (2 épisodes)
- 2017-2018 : The Good Fight : Renée (2 épisodes)
- 2018 : Quantico : la veuve (1 épisode)
- 2019 : The Tick : Black Margaret Bob (1 épisode)
- 2021-2023 : Only Murders in the Building : Buny (rôle récurrent saison 1 et 2, invitée saison 3)